# Lutador de Brindisi
Lutador de Brindisi(em italiano:  Lottatore Brindisino) é uma raça de cães utilizada para a rinha, oriunda de Brindisi na Itália. Foi criada através de cruzamentos seletivos entre o Pit Bull, Rottweiler e o Cane corso. A raça é relativamente desconhecida fora de sua terra natal, onde está fortemente associada a máfia local e é valorizada pelos albaneses e ciganos. Sua criação incluiu os mais famosos Pit Bulls campeões de rinha da Iugoslávia, que foram levados para a Itália por contrabandistas albaneses. A raça está tornando-se rapidamente popular, mas ainda não possuí nenhum reconhecimento oficial e costuma ser ignorada por cinófilos. Estes cães tem forte semelhança com um Bandog. Possui peito largo, pernas fortes, pescoço musculoso e cabeça grande. Apresenta-se em todas as cores. A cauda e as orelhas são normalmente cortadas. A pelagem é curta e densa. Possuem em média 55 cm de altura na cernelha, ou mais.